# 足立理
足立 理（あだち おさむ、1987年〈昭和62年〉12月22日 - ）は、日本の俳優。東京都出身。フリーランス。

## 人物
多摩美術大学卒業。兄がいる。特技はピアノ。以前はワタナベエンターテインメントに所属しており、D-BOYSのメンバーとしても活動していた。

## 出演

### テレビドラマ
- プリンセス・プリンセスD（2006年6月28日 - 9月13日、テレビ朝日） - 坂本秋良 役
- マイ☆ボス マイ☆ヒーロー（2006年7月8日 - 9月16日、日本テレビ） - 牧信一 役
- 空飛ぶタイヤ 第1話 - 第3話（2009年3月29日 - 4月12日、WOWOW）
- チーム・バチスタ2 ジェネラル・ルージュの凱旋（2010年4月6日 - 6月22日、フジテレビ） - 永山康友 役
- シバトラ〜さらば童顔刑事スペシャル！（2010年5月22日、フジテレビ）
- さよなら、アルマ〜赤紙をもらった犬〜（2010年12月18日・2011年2月20日、NHK総合） - 河村上等兵 役
- チーム・バチスタSP2011〜さらばジェネラル!天才救命医は愛する人を救えるか〜（2011年1月2日、フジテレビ） - 永山康友 役
- D×TOWN 第1弾「スパイダーズなう」（2012年4月6日 - 27日、テレビ東京） - ナダ 役
- NHKスペシャル「職場を襲う“新型うつ”」ドラマ編（2012年4月29日、NHK総合）
- 遺留捜査 第2シリーズ 第2話（2012年7月26日、テレビ朝日） - 鎌田光男 役
- 青山ワンセグ開発「メタロー〜キオクころころ〜」（2012年9月6日 - 20日、NHK Eテレ）
- オトナグリム「ホワイト企業 〜管理についての一篇〜」（2014年3月14日、フジテレビ）
- ゼロの真実〜監察医・松本真央〜 第2話（2014年7月24日、テレビ朝日） - 梅村茂 役
- アオイホノオ（2014年7月19日 - 9月27日、テレビ東京） - 高橋 役
- 相棒（テレビ朝日）
  - season13 第8話（2014年12月10日） - 平直哉 役
  - season18 第1話・第2話・最終話（2019年10月9日 - 16日・2020年3月18日） ‐ 成田藤一郎 役
- Nのために 第7話（2014年11月28日、TBS）
- オトナヘノベル（2015年、NHK Eテレ）
- かぶき者 慶次 第1話（2015年4月9日、NHK総合）
- 戦う!書店ガール（2015年4月14日 - 6月9日、関西テレビ） - 飯野隆史 役
- 刑事7人 第9話（2015年9月9日、テレビ朝日）
- 謎解きLIVE 四角館殺人事件（2016年1月23日・24日、NHK BSプレミアム）
- 重版出来!（2016年4月12日 - 6月14日、TBS） - 新橋タモツ 役
- ナイトヒーロー NAOTO 第11話（2016年7月2日、テレビ東京）
- ラブラブエイリアン 第3話（2016年7月21日、フジテレビ） - 山口 役
- スーパーサラリーマン左江内氏 第8話（2017年、日本テレビ） - 草サッカーの選手 役
- 人狼ゲーム ロストエデン（2018年1月17日 - 3月21日、共同制作局） - 名倉朔太郎 役
- 仮面ライダービルド（2018年2月18日 - 6月3日、テレビ朝日） - 鷲尾風 / リモコンブロス / ヘルブロス 役
- 今日から俺は!! 第5話（2018年、日本テレビ） - 竹の子族 役
- シャキーン!「推理作家おくゆかさん」（2019年、NHK Eテレ）
- 未解決の女 Season2 第4話（2020年8月27日、テレビ朝日） ‐ 佐田貴雄 役
- 大豆田とわ子と三人の元夫（2021年、フジテレビ）
- 黙黙（2022年、TOKYO MX）
- 日本統一 関東編（2023年、日本テレビ）
- 夏至物語（2023年、関西テレビ）
- マイリトル映画祭 夏至物語×夏至物語（2023年、日本映画専門チャンネル）
- パリピ孔明 第5話・第6話（2023年、フジテレビ） - 太田 役
- 路上のルカ（2024年、日本映画専門チャンネル）

### ウェブドラマ
- サクラ咲く（2016年3月 - 4月、NOTTV）
- The Fake Show（2018年、YouTube）
- 夢で会えても（2020年、LINEVISON）
- ヒミツのアイちゃん（2021年、FOD）
- 檸檬色の夢（2023年、LINEVISON）
- iam 23歳たち（2024年、FOD）

### 映画
- 実写映画 テニスの王子様（2006年、アベ ユーイチ監督） - 菊丸英二 役
- ブラブラバンバン（2008年、草野陽花監督） - 八田正一 役
- 悲しいボーイフレンド（2009年、草野陽花監督）
- 彼岸島（2010年、キム・テギュン監督） - 西山 役
- ユダ（2013年、大富いずみ監督）
- コドモ警察（2013年、福田雄一監督）
- HK 変態仮面（2013年、福田雄一監督）
  - HK 変態仮面 アブノーマル・クライシス（2016年、福田雄一監督） - 犯人B 役
- 昼も夜も（2014年、塩田明彦監督、ネスレシアター on YouTube）
- エイトレンジャー2（2014年、堤幸彦監督） - タミエ 役
- 街をみる（2016年、川本直人監督、さいたま市長編映画プロジェクト）
- 斉木楠雄のΨ難（2017年、福田雄一監督）
- 人狼ゲーム インフェルノ（2018年、綾部真弥監督） - 名倉朔太郎 役
- さよならくちびる（2019年、塩田明彦監督）
- キリエのうた（2023年、岩井俊二監督） - 沢井 役
- 一月の声に歓びを刻め（2024年、三島有紀子監督）
- 八犬伝（2024年、曽利文彦監督）
- 聖☆おにいさん THE MOVIE〜ホーリーメンVS悪魔軍団〜（2024年、福田雄一監督）

#### 短編映画
- FUGAKU1/犬小屋のゾンビ（2014年、青山真治監督）
  - FUGAKU3/さらば愛しのeien（2016年、青山真治監督）
- どろん（2014年、嶺豪一監督)
- 踊る大宣伝会議、或いは私は如何にして踊るのを止めてゲームのルールを変えるに至ったか。Season2 全3話[注 1]（2015年、木村好克監督/本広克行総監督、ネスレシアター on YouTube）
- 出発×泡と羊（2015年、福田雄一監督） - 主演・児玉 役（戸塚純貴、平埜生成とトリプル主演）
- 逆流竹取物語（2016年、大河原恵監督）
- SHISHAMO SHORT FILMS「明日メトロですれちがうのは、魔法のような恋 音楽室は秘密基地 篇」（2017年、山岸聖太監督）
- 東映 presents HKT48×48人の映画監督たち「潜在意識の恋人」（2017年、上條大輔監督）
- 北風だったり、太陽だったり（2022年、森岡龍監督）
- プレイヤーズ・トーク（2022年、森岡龍監督）
- 檸檬色の夢 ディレクターズカット版（2023年、岩井俊二監督）
- 夏至物語 完全版（2023年、岩井俊二監督）

### 舞台
- ミュージカル・テニスの王子様（2004年 - 2006年） - 菊丸英二 役
  - in winter 2004-2005 side 山吹 feat. 聖ルドルフ学院
  - コンサート Dream Live 2nd
  - The Imperial Match 氷帝学園
  - The Imperial Match 氷帝学園 in winter 2005-2006
  - コンサート Dream Live 3rd
- 国民傘 -避けえぬ戦争をめぐる3つの物語-（2011年、作・演出：岩松了、ザ・スズナリ）
- ニッポン無責任新世代（2011年、作・演出：後藤ひろひと、シアタークリエ）
- アイドル、かくの如し（2011年、作・演出：岩松了、本多劇場）
- 私のなかの悪魔（2013年、作：ストリンド・ベリ / 演出：青山真治、あうるすぽっと）
- シダの群れ3 港の女歌手編（2013年、作・演出：岩松了、Bunkamuraシアターコクーン）
- 後家安とその妹（2019年、作・演出：豊原功補、紀伊國屋ホール）

### PV
- GLAY「ホワイトロード」（篠原哲雄監督）
- 浜田省吾「夜はこれから」
- 乃木坂46 樋口日奈PV「明日から来た恋」（森岡龍監督）
- SHISHAMO「明日メトロですれちがうのは、魔法のような恋」